# Jazz-Nekrolog 2015

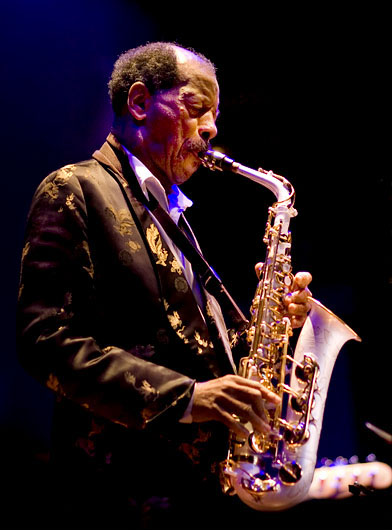
Ornette Coleman
9. März 1930 – 11. Juni 2015

Nekrolog
◄◄
| ◄
| 2011
| 2012
| 2013
| 2014
| 2015 | 2016 | 2017 | 2018 | 2019 | ► | ►►
Weitere Ereignisse | Allgemeiner Nekrolog 2015
Die Beschreibung der verstorbenen Person sollte so kurz wie möglich gehalten sein und nur deren signifikante Tätigkeit(en) enthalten.
Neue Namen ggf. auch unter dem Geburts- und Sterbedatum, also etwa unter 1. Januar und im Geburts- und Sterbejahr (2024) eintragen (nur bei entsprechender großer Wichtigkeit). Für Beispiele siehe die schon vorhandenen Artikel.
Außerdem über die fünf zuletzt Verstorbenen, zu denen es einen ausreichend guten Artikel für eine Präsentation auf der Hauptseite gibt, nach der todesbedingten Überarbeitung der Artikel ggf. auch unter Wikipedia Diskussion:Hauptseite informieren und sie am besten auch in den anderen Wikipedia-Sprachversionen eintragen. Tipp: Regelmäßig bei news.google.de nach „ist tot“, „gestorben“ oder „verstorben“ suchen.
Wenn eine Person gestorben ist, gibt es viele Seiten zu dieser Person in der Wikipedia, die davon auch betroffen sind und entsprechend aktualisiert werden müssen. Beispiele: Namenübersichtsseite, Geburtsjahr, Geburtsort-Seiten und viele mehr.
Wie finde ich die betroffenen Seiten?
Im Suchfeld auf der linken Seite gibt man den Suchbegriff so ein: „Vorname Nachname“. Dann klickt man auf Volltext und alle Seiten mit entsprechendem Suchtext werden aufgerufen. Hier sieht man dann schnell, wo auch das Todesjahr Sinn macht oder sogar ein Teil des Artikels angepasst werden muss. Auch hilft das „Werkzeug“ auf der linken Seite sehr gut, um solche Seiten aufzufinden: „Links auf diese Seite“. Somit ist die Wikipedia wieder aktuell in allen Bereichen! Hinweis: bei Eintragung der Kategorie „Gestorben JAHR“ wird der Missbrauchsfilter 49 ausgelöst, was jedoch nicht schlimm ist. Siehe: Spezial:Missbrauchsfilter/49

## Januar
| Tag        | Name                   | Herkunft/Beruf                                               | Alter | Beleg |
| ---------- | ---------------------- | ------------------------------------------------------------ | ----- | ----- |
| 31. Januar | Don Covay              | US-amerikanischer R&B-Musiker und Songwriter                 | 78    |       |
| 30. Januar | John „Hoppy“ Hopkins   | britischer Fotograf                                          | 78    |       |
| 30. Januar | René Nan               | französischer Schlagzeuger                                   | 82    |       |
| 30. Januar | Wilmer Wise            | US-amerikanischer Trompeter                                  | 78    |       |
| 29. Januar | Riichiro Manabe        | japanischer Komponist                                        | 90    |       |
| 29. Januar | Rod McKuen             | US-amerikanischer Komponist                                  | 81    |       |
| 28. Januar | Duane M. Feeley        | US-amerikanischer Holzbläser                                 | 89    |       |
| 28. Januar | Yasuki Nakayama        | japanischer Musikkritiker                                    | ≈52   |       |
| 27. Januar | Alain De Grosbois      | kanadischer Produzent                                        | 67    |       |
| 26. Januar | Neil Levang            | US-amerikanischer Gitarrist                                  | 83    | [ 1 ] |
| 24. Januar | Marilyn Holderfield    | US-amerikanische Sängerin                                    | 77    |       |
| 23. Januar | Howard McDonald        | US-amerikanischer Pianist                                    | 86    |       |
| 20. Januar | „Big Chief“ Bo Dollis  | US-amerikanischer Bandleader                                 | 71    |       |
| 20. Januar | Rose Marie McCoy       | US-amerikanische Songwriterin                                | 92    |       |
| 19. Januar | George Bean            | US-amerikanischer Trompeter                                  | 85    |       |
| 19. Januar | Ward Swingle           | US-amerikanischer Pianist, Sänger und Arrangeur              | 87    |       |
| 18. Januar | Cynthia Layne          | US-amerikanische Sängerin                                    | 51    |       |
| 18. Januar | Bobby Watley           | US-amerikanischer Organist                                   | 69    |       |
| 15. Januar | Ervin Drake            | US-amerikanischer Songwriter                                 | 95    |       |
| 15. Januar | Paul Serrano           | US-amerikanischer Trompeter und Toningenieur                 | 83    |       |
| 13. Januar | Rainer Minarik         | deutscher Saxophonist und Musikpädagoge                      | 60    |       |
| 12. Januar | Clifford Adams         | US-amerikanischer Posaunist                                  | 62    |       |
| 12. Januar | Maureen Budway         | US-amerikanische Sängerin                                    | 51    |       |
| 12. Januar | Dave Hatfield          | britischer Musikveranstalter                                 | ?     |       |
| 12. Januar | Harold Jones           | US-amerikanischer Flötist und Musikpädagoge                  | 80    |       |
| 12. Januar | Gavino Charles Jimenez | US-amerikanischer Schlagzeuger                               | 69    |       |
| 10. Januar | Gérard Frémaux         | französischer Schlagzeuger                                   | 71    |       |
| 10. Januar | George Probert         | US-amerikanischer Holzbläser                                 | 87    |       |
| 9. Januar  | Popsy Dixon            | US-amerikanischer Blues-Schlagzeuger                         | 72    |       |
| 9. Januar  | Midge Ellis            | US-amerikanische Musikveranstalterin (Detroit Jazz Festival) | 91    |       |
| 8. Januar  | David Bournazian       | US-amerikanischer Musiker                                    | 86    |       |
| 8. Januar  | Ray McFall             | britischer Musikclubbesitzer                                 | 88    |       |
| 8. Januar  | John S. Springer Sr.   | US-amerikanischer Musiker                                    | 90    |       |
| 7. Januar  | Jean Cabut             | französischer Comiczeichner                                  | 76    |       |
| 7. Januar  | Don Kesee              | US-amerikanischer Bluesmusiker                               | ?     |       |
| 6. Januar  | Lawrence Gushee        | US-amerikanischer Jazzforscher                               | 83    |       |
| 5. Januar  | Irwin Steinberg        | US-amerikanischer Musikproduzent                             | 94    |       |
| 4. Januar  | Pino Daniele           | italienischer Sänger und Gitarrist                           | 59    |       |
| 3. Januar  | John W. Gumpper        | US-amerikanischer Musiker und Bandleader                     | 95    |       |
| 3. Januar  | Toni Tudd              | US-amerikanische Musikerin                                   | 94    |       |
| 3. Januar  | Ivan Jullien           | französischer Komponist, Arrangeur und Trompeter             | 80    |       |
| 2. Januar  | Walter Kühr            | deutsch-amerikanischer Musiker                               | 59    |       |
| 1. Januar  | Jeff Golub             | US-amerikanischer Gitarrist                                  | 59    |       |
| 1. Januar  | Steven Francis Moore   | US-amerikanischer Produzent                                  | 70    |       |
| 1. Januar  | Tommy Ruskin           | US-amerikanischer Schlagzeuger                               | 72    |       |
| 1. Januar  | Márta Szirmay          | ungarische Jazz- und Opernsängerin                           | 75    |       |

## Februar
| Tag         | Name                                    | Herkunft/Beruf                                     | Alter | Beleg |
| ----------- | --------------------------------------- | -------------------------------------------------- | ----- | ----- |
| 24. Februar | Luis „Tata“ Guerra                      | kubanischer Perkussionist und Komponist            | 81    |       |
| 24. Februar | Robert Belfour                          | US-amerikanischer Bluesmusiker                     | 74    |       |
| 22. Februar | Erik Amundsen                           | norwegischer Bassist                               | 78    |       |
| 21. Februar | Cephas Bowles                           | US-amerikanischer Rundfunkintendant                | ?     |       |
| 21. Februar | Danny Noonan                            | US-amerikanischer Schlagzeuger                     | 64    |       |
| 21. Februar | Clark Terry                             | US-amerikanischer Trompeter                        | 94    |       |
| 20. Februar | David Maxwell                           | britischer Bluesmusiker                            | 71    |       |
| 18. Februar | Zayn Adam                               | südafrikanischer Sänger                            | ≈67   |       |
| 16. Februar | Ray Ross                                | US-amerikanischer Gitarrist und Hochschullehrer    | 70    |       |
| 15. Februar | Orville Johnson                         | US-amerikanischer Pianist                          | 84    |       |
| 15. Februar | Carol Solenberger                       | US-amerikanische Pianistin                         | 97    |       |
| 14. Februar | Keith Copeland                          | US-amerikanischer Schlagzeuger und Hochschullehrer | 68    |       |
| 14. Februar | Hulon Crayton                           | US-amerikanischer Saxophonist                      | 58    |       |
| 14. Februar | Philip Levine                           | US-amerikanischer Lyriker und Hochschullehrer      | 87    |       |
| 12. Februar | Sam Andrews                             | US-amerikanischer Gitarrist                        | 73    |       |
| 12. Februar | Richie Pratt                            | US-amerikanischer Schlagzeuger                     | 71    |       |
| 11. Februar | William „Wshboard Bill“ Allman          | US-amerikanischer Bluesmusiker                     | 87    |       |
| 10. Februar | Dan Perz                                | US-amerikanischer Gitarrist                        | ?     |       |
| 7. Februar  | Tim Curry                               | US-amerikanischer Sänger und Schauspieler          | ?     |       |
| 6. Februar  | Benny Vasseur                           | französischer Posaunist                            | 88    |       |
| 3. Februar  | William Thomas McKinley                 | US-amerikanischer Komponist                        | 76    |       |
| 3. Februar  | Leola King Wilson                       | US-amerikanische Nachtclubbesitzerin (Blue Mirror) | 96    |       |
| 2. Februar  | Joanne Cottone                          | US-amerikanische Sängerin                          | 90    |       |
| 2. Februar  | Zane Musa                               | US-amerikanischer Saxophonist                      | 36    |       |
| 2. Februar  | Bárbaro Teuntor García                  | kubanischer Trompeter und Sänger                   | 49    |       |
| 1. Februar  | Anita Darian                            | US-amerikanische Sängerin                          | 87    |       |
| 1. Februar  | Therese Ellen „Terri“ Spencer Mersereau | US-amerikanische Pianistin                         | 87    |       |

## März
| Tag      | Name                          | Herkunft/Beruf                                                   | Alter | Beleg |
| -------- | ----------------------------- | ---------------------------------------------------------------- | ----- | ----- |
| 31. März | Ralph Sharon                  | britisch-amerikanischer Pianist                                  | 91    |       |
| 31. März | Robert Veen                   | niederländischer Saxophonist                                     | 59    |       |
| 28. März | Lázaro Issaqui                | kubanischer Bassist und Perkussionist                            | 48    |       |
| 28. März | Bernice Elizabeth Lundy       | US-amerikanische Musikveranstalterin                             | 81    |       |
| 27. März | Rene Joseph Arceneaux         | US-amerikanischer Schlagzeuger                                   | 82    |       |
| 27. März | Rick Chamberlain              | US-amerikanischer Posaunist                                      | 63    |       |
| 27. März | B. J. Crosby                  | US-amerikanische Sängerin und Schauspielerin                     | 62    |       |
| 27. März | Johnny Helms                  | US-amerikanischer Trompeter                                      | 80    |       |
| 27. März | Peter Nieuwerf                | niederländischer Gitarrist                                       | 76    |       |
| 26. März | Gerasimos Lavranos            | griechischer Komponist und Orchesterleiter                       | 80    |       |
| 26. März | John Renbourn                 | britischer Gitarrist                                             | 70    |       |
| 25. März | Richard O. Moore              | US-amerikanischer Lyriker und Filmemacher                        | 95    |       |
| 24. März | Don Haney                     | US-amerikanischer Rundfunkmoderator                              | 80    |       |
| 22. März | Emile Charlap                 | US-amerikanischer Kontraktor, Kopist, Arrangeur und Trompeter    | 96    |       |
| 21. März | Miriam Bienstock              | US-amerikanische Musik- und Theater-Produzentin                  | 92    |       |
| 21. März | Jørgen Ingmann                | dänischer Gitarrist                                              | 89    |       |
| 20. März | Dale Fitzgerald               | US-amerikanischer Musikmanager und -veranstalter (Jazz Gallery)  | 72    |       |
| 20. März | Paul Jeffrey                  | US-amerikanischer Saxophonist                                    | 81    |       |
| 18. März | Samuel Charters               | US-amerikanischer Blues-Musiker und Musikhistoriker              | 85    |       |
| 17. März | Juan Claudio Cifuentes "Cifu" | spanischer Rundfunkmoderator und Jazzexperte                     | 73    |       |
| 16. März | Dave Frey                     | US-amerikanischer Banjospieler                                   | 65    |       |
| 15. März | Gil Barretto                  | US-amerikanischer Holzbläser und Bandleader                      | 86    |       |
| 15. März | Collins Chabane               | südafrikanischer Politiker und Musiker                           | 54    |       |
| 15. März | Lucille Mapp                  | US-amerikanische Sängerin                                        | 63    |       |
| 15. März | Bob Parlocha                  | US-amerikanischer Rundfunkmoderator                              | 76    |       |
| 13. März | Daevid Allen                  | australischer Gitarrist                                          | 77    |       |
| 13. März | Jan Kudyk                     | polnischer Trompeter                                             | 72    |       |
| 12. März | George Cariote                | US-amerikanischer Schlagzeuger                                   | 86    |       |
| 12. März | Dana Lynn Rogers              | US-amerikanische Sängerin                                        | 52    |       |
| 10. März | Bob Masteller                 | US-amerikanischer Vibraphonist                                   | 76    |       |
| 10. März | Ken Williams                  | US-amerikanischer Kopist, Arrangeur und Trompeter                | 85    |       |
| 8. März  | Lew Soloff                    | US-amerikanischer Trompeter                                      | 71    |       |
| 7. März  | „Pa Pa Joe“ Basile            | US-amerikanischer Musiker                                        | 100   |       |
| 7. März  | Gene Lynn                     | US-amerikanischer Nachtclubbesitzer und Sänger                   | ?     |       |
| 7. März? | Ethan White                   | US-amerikanischer Keyboarder und Produzent                       | 39    |       |
| 7. März  | Steve Zegree                  | US-amerikanischer Hochschullehrer, Chorleiter und Pianist        | 61    |       |
| 5. März  | Adele Davis                   | US-amerikanische Musikveranstalterin (Bakersfield Jazz Festival) | 76    |       |
| 4. März  | Ted Reinhardt                 | US-amerikanischer Schlagzeuger                                   | 62    |       |
| 1. März  | Karen Hall                    | US-amerikanische Sängerin                                        | 58    |       |
| 1. März  | Tony Jenkins                  | US-amerikanischer Gitarrist                                      | 58    |       |
| 1. März  | Orrin Keepnews                | US-amerikanischer Musikproduzent                                 | 91    |       |

## April
| Tag       | Name                      | Herkunft/Beruf                                                             | Alter | Beleg |
| --------- | ------------------------- | -------------------------------------------------------------------------- | ----- | ----- |
| 27. April | Marty Napoleon            | US-amerikanischer Pianist und Bandleader                                   | 93    |       |
| 26. April | Emilo „Monk“ Dupre        | US-amerikanischer Musikveranstalter (New Orleans Jazz & Heritage Festival) | 70    |       |
| 26. April | Wolfgang Sauer            | deutscher Sänger, Musiker und Rundfunkmoderator                            | 87    |       |
| 24. April | Sid Tepper                | US-amerikanischer Songwriter                                               | 96    |       |
| 22. April | Charles „Chizmo“ Anderson | US-amerikanischer Sänger                                                   | 86    |       |
| 22. April | Sandy Taylor              | schottischer Pianist                                                       | 92    |       |
| 22. April | Jean De Antoni            | französischer Gitarrist                                                    | ≈≈68  |       |
| 22. April | Bunky deVecchis           | US-amerikanischer Fotograf                                                 | 78    |       |
| 22. April | Richard Wheatly           | US-amerikanischer Rundfunkmoderator                                        | 69    |       |
| 21. April | Jay Serrett               | US-amerikanischer Musiker und Musikveranstalter                            | 79    |       |
| 19. April | Bernard Stollman          | US-amerikanischer Musikproduzent                                           | 85    |       |
| 17. April | Eric Doney                | US-amerikanischer Pianist                                                  | 62    |       |
| 15. April | Margo Reed                | US-amerikanische Sängerin                                                  | 73    |       |
| 13. April | Sam Distefano             | US-amerikanischer Pianist und Talentscout                                  | 88    |       |
| 12. April | Jim Alkire                | US-amerikanischer Schlagzeuger                                             | 82    |       |
| 9. April  | Mick Collins              | britischer Trompeter                                                       | 76    |       |
| 8. April  | Peter Makrube             | südafrikanischer Journalist und Filmproduzent                              | 59    |       |
| 6. April  | Milton DeLugg             | US-amerikanischer Musiker, Komponist, Arrangeur und Dirigent               | 96    |       |
| 6. April  | John J. Maimone           | US-amerikanischer Toningenieur                                             | 91    |       |
| 5. April  | Juan Carlos Cáceres       | argentinischer Pianist, Sänger und Posaunist                               | 79    |       |
| 5. April  | Julie Wilson              | US-amerikanische Sängerin                                                  | 90    |       |
| 4. April  | Joe Soares                | US-amerikanischer Posaunist                                                | 80    |       |
| 1. April  | Al Kohn                   | US-amerikanischer Orchesterleiter, Arrangeur und Autor                     | 96    |       |
| 1. April? | Giampiero Rubei           | italienischer Jazzclub-Besitzer                                            | ?     |       |
| 1. April  | Charles „Butch“ Stone     | US-amerikanischer Nachtclubbesitzer                                        | ?     |       |

## Mai
| Tag     | Name                              | Herkunft/Beruf                                                             | Alter | Beleg |
| ------- | --------------------------------- | -------------------------------------------------------------------------- | ----- | ----- |
| 31. Mai | Slim Richey                       | US-amerikanischer Gitarrist                                                | 77    |       |
| 31. Mai | Karl Wlaschek                     | österreichischer Unternehmer und Pianist                                   | 97    |       |
| 29. Mai | Anthony Agresta                   | US-amerikanischer Posaunist                                                | 91    |       |
| 29. Mai | Marco Tamburini                   | italienischer Trompeter und Komponist                                      | 55    |       |
| 28. Mai | Johnny Keating                    | britischer Posaunist, Arrangeur und Komponist                              | 87    |       |
| 28. Mai | Ray Kennedy                       | US-amerikanischer Pianist und Arrangeur                                    | 58    |       |
| 28. Mai | Lenny Mazel                       | US-amerikanischer Rundfunkmoderator                                        | 62    |       |
| 28. Mai | Emmanuel Riggins                  | US-amerikanischer Keyboarder, Produzent und Arrangeur                      | 72    |       |
| 25. Mai | Peter Rose                        | deutscher Trompeter                                                        | 78    |       |
| 25. Mai | Roger Riggins                     | US-amerikanischer Musikkritiker und Autor                                  | 66    |       |
| 25. Mai | Peter Schmidlin                   | Schweizer Schlagzeuger und Produzent                                       | 67    |       |
| 24. Mai | Marcus Belgrave                   | US-amerikanischer Trompeter                                                | 78    |       |
| 23. Mai | Madalynne Strascina (Boots James) | US-amerikanische Sängerin und Pianistin                                    | 94    |       |
| 21. Mai | Nino Morreale                     | US-amerikanischer Saxophonist und Bigband-Leader                           | 90    |       |
| 20. Mai | Bob Belden                        | US-amerikanischer Saxophonist, Arrangeur und Produzent                     | 58    |       |
| 20. Mai | Simon Flem Devold                 | norwegischer Autor, Journalist und Klarinettist                            | 86    |       |
| 20. Mai | Bruno Rub                         | Schweizer Musikkritiker                                                    | 70    |       |
| 19. Mai | Bruce Lundvall                    | US-amerikanischer Musikproduzent                                           | 79    |       |
| 18. Mai | Don Scaletta                      | US-amerikanischer Pianist und Musikpädagoge                                | 77    |       |
| 17. Mai | Chester Sheard                    | US-amerikanischer Fotograf                                                 | 85    |       |
| 15. Mai | Ortheia Barnes Kennerly           | US-amerikanische Sängerin und Aktivistin                                   | 69    |       |
| 14. Mai | B. B. King                        | US-amerikanischer Blues-Gitarrist und -Sänger                              | 89    |       |
| 14. Mai | Carl Lindberg                     | US-amerikanischer Bassist                                                  | ?     |       |
| 13. Mai | Robert Drasnin                    | US-amerikanischer Filmkomponist                                            | 87    |       |
| 13. Mai | Lucy Fabery                       | puerto-ricanische Sängerin                                                 | 84    |       |
| 12. Mai | John Ward (Schlagzeuger)          | belgischer Schlagzeuger                                                    | 87    |       |
| 12. Mai | William Zinsser                   | US-amerikanischer Autor, Herausgeber, Literaturkritiker und Pianist        | 92    |       |
| 11. Mai | Stan Cornyn                       | US-amerikanischer Musikproduzent                                           | 81    |       |
| 10. Mai | Rein van den Broek                | niederländischer Trompeter und Komponist                                   | 69    |       |
| 10. Mai | Bill Lezotte                      | US-amerikanischer Gitarrist und Banjospieler                               | 87    |       |
| 10. Mai | Patrick McElligott                | US-amerikanischer Pianist                                                  | 86    |       |
| 9. Mai  | Johnny Gimble                     | US-amerikanischer Western-Swing-Musiker                                    | 88    |       |
| 7. Mai  | Ron Crotty                        | US-amerikanischer Bassist                                                  | 86    |       |
| 6. Mai  | Jerome Cooper                     | US-amerikanischer Schlagzeuger                                             | 68    |       |
| 6. Mai  | Barry Soulsby                     | britischer Klarinettist                                                    | 73    |       |
| 4. Mai  | Umberto Arlati                    | Schweizer Trompeter                                                        | 83    |       |
| 4. Mai  | Georg Björklund                   | schwedischer Sänger und Musiker                                            | 90    |       |
| 4. Mai  | Travis Hill                       | US-amerikanischer Trompeter                                                | 28    |       |
| 4. Mai  | Rudi Martini                      | deutscher Schlagzeuger, Labelmitarbeiter, Manager und Veranstalter         | 74    |       |
| 4. Mai  | Jim Mooney                        | US-amerikanischer Toningenieur und Trompeter                               | 81    |       |
| 3. Mai  | Ben Aronov                        | US-amerikanischer Pianist                                                  | 82    |       |
| 3. Mai? | Les Bull                          | britischer Trompeter, Sänger und Bandleader                                | 76    |       |
| 3. Mai  | Rémy Kolpa Kopoul                 | französischer Musikjournalist                                              | 66    |       |
| 2. Mai  | John McCauley                     | US-amerikanischer Hochschullehrer                                          | 79    |       |
| 2. Mai  | Quedellice Northern               | US-amerikanische Sängerin                                                  | 96    |       |
| 1. Mai  | Lucía Huergo                      | kubanische Saxofonistin, Flötistin, Pianistin, Komponistin und Produzentin | 63    |       |
| 1. Mai  | Bill Smith                        | britischer Holzbläser                                                      | 88    |       |

## Juni
| Tag      | Name                | Herkunft/Beruf                                                | Alter | Beleg |
| -------- | ------------------- | ------------------------------------------------------------- | ----- | ----- |
| 30. Juni | Eddy Louiss         | französischer Organist und Pianist                            | 74    |       |
| 30. Juni | Jimmy Lloyd Rea     | US-amerikanischer Bluesmusiker                                | 63    |       |
| 30. Juni | Bob Whitlock        | US-amerikanischer Bassist                                     | 84    |       |
| 29. Juni | Rosemary Alter      | US-amerikanische Pianistin                                    | 90    |       |
| 27. Juni | Emerson Able        | US-amerikanischer Musikpädagoge, Flötist und Saxophonist      | 84    |       |
| 27. Juni | Marc Steckar        | französischer Posaunist und Tubist                            | 80    |       |
| 26. Juni | Webster Armstrong   | US-amerikanischer Sänger                                      | 93    |       |
| 26. Juni | Carlos Carli        | uruguayisch-spanischer Schlagzeuger                           | 69    |       |
| 25. Juni | Hal Gaylor          | kanadischer Bassist                                           | 85    |       |
| 23. Juni | Herbie Hess         | deutscher Pianist, Klarinettist und Saxophonist               | 81    |       |
| 23. Juni | Robert Martin       | US-amerikanischer Clubbesitzer (Charlie’s Georgetown)         | 88    |       |
| 22. Juni | Robert Denecke Hays | US-amerikanischer Arrangeur und Posaunist                     | 92    |       |
| 21. Juni | Earl Scott Ross     | US-amerikanischer Saxophonist                                 | 82    |       |
| 21. Juni | Gunther Schuller    | US-amerikanischer Komponist, Hornist und Musikwissenschaftler | 89    |       |
| 19. Juni | Harold Battiste     | US-amerikanischer Saxophonist, Musikproduzent und Songwriter  | 83    |       |
| 18. Juni | Darius Dhlomo       | südafrikanischer Boxer und Sänger                             | 83    |       |
| 17. Juni | Bill Lacy           | US-amerikanischer Trompeter                                   | 87    |       |
| 17. Juni | Jean Warland        | belgischer Bassist, Arrangeur und Komponist                   | 88    |       |
| 15. Juni | Bunk Burgwin        | US-amerikanischer Pianist                                     | ?     |       |
| 15. Juni | Don Hurless         | US-amerikanischer Komponist und Musikpädagoge                 | 87    |       |
| 15. Juni | Mighty Sam McClain  | US-amerikanischer Bluessänger                                 | 72    |       |
| 15. Juni | Confrey Phillips    | britischer Pianist und Bandleader                             | 86    |       |
| 13. Juni | Big Time Sarah      | US-amerikanische Bluessängerin                                | 62    |       |
| 13. Juni | Buddy Boudreaux     | US-amerikanischer Saxophonist und Klarinettist                | 97    |       |
| 13. Juni | Allan Browne        | australischer Schlagzeuger                                    | 70    |       |
| 12. Juni | Fernando Brant      | brasilianischer Komponist und Journalist                      | 68    |       |
| 12. Juni | Ken Gibson          | britischer Posaunist, Komponist und Arrangeur                 | 75    |       |
| 12. Juni | Ivinho              | brasilianischer Gitarrist                                     | 62    |       |
| 12. Juni | Monica Lewis        | US-amerikanische Sängerin und Schauspielerin                  | 93    |       |
| 11. Juni | Ornette Coleman     | US-amerikanischer Jazzinnovator, Altsaxophonist und Komponist | 85    |       |
| 10. Juni | Heinz Kretzschmar   | deutscher Jazzmusiker und Arrangeur                           | 89    |       |
| 10. Juni | Hermann Nieweler    | kanadischer Clubbesitzer                                      | 79    |       |
| 9. Juni  | James Last          | deutscher Bandleader und Bassist                              | 86    |       |
| 8. Juni  | Paul Bacon          | US-amerikanischer Illustrator und Grafikdesigner              | 91    |       |
| 7. Juni  | Corky McClerkin     | US-amerikanischer Pianist und Keyboarder                      | 73    |       |
| 7. Juni  | Alice Whyte         | US-amerikanische Schlagzeugerin                               | 92    |       |
| 6. Juni  | Lenny Boyd          | kanadischer Bassist                                           | ?     |       |
| 6. Juni  | Mardi Pring Lubbert | US-amerikanische Sängerin und Pianistin                       | 81    |       |
| 5. Juni  | Silvano Grandi      | italienischer Pianist                                         | 79    |       |
| 2. Juni? | Johnny Polanco      | US-amerikanischer Salsa-Musiker                               | ?     |       |

## Juli
| Tag      | Name                      | Herkunft/Beruf                                                       | Alter | Beleg |
| -------- | ------------------------- | -------------------------------------------------------------------- | ----- | ----- |
| 31. Juli | Mark Gatz                 | US-amerikanischer Saxophonist                                        | 51    |       |
| 29. Juli | Art Depew                 | US-amerikanischer Trompeter                                          | ≈90   |       |
| 28. Juli | Buddy Emmons              | US-amerikanischer Pedal-Steel-Gitarrist                              | 78    |       |
| 26. Juli | Vic Firth                 | US-amerikanischer Schlagwerker und Unternehmer                       | 85    |       |
| 24. Juli | Jürgen Wölfer             | deutscher Musikautor                                                 | 70    |       |
| 22. Juli | Don Joyce                 | US-amerikanischer Experimentalmusiker und Radiomoderator             | 71    |       |
| 21. Juli | Doug Gregg                | US-amerikanischer Gitarrist                                          | 88    |       |
| 21. Juli | Bob Novak                 | US-amerikanischer Bluesmusiker                                       | 83    |       |
| 21. Juli | Papo Angarica             | kubanischer Perkussionist und Bandleader                             | 73    |       |
| 19. Juli | Van Alexander             | US-amerikanischer Bandleader, Arrangeur und Songwriter               | 100   |       |
| 18. Juli | Hazen Schumacher          | US-amerikanischer Rundfunkmoderator                                  | 88    |       |
| 18. Juli | Dick Shoup                | US-amerikanischer Posaunist                                          | 71    |       |
| 17. Juli | Merlie Knudson            | US-amerikanischer Holzbläser                                         | 90    |       |
| 17. Juli | John Taylor               | britischer Pianist und Hochschullehrer                               | 72    |       |
| 15. Juli | Harry Pitch               | britischer Harmonikaspieler                                          | 90    |       |
| 15. Juli | Howard Rumsey             | US-amerikanischer Bassist und Bandleader                             | 97    |       |
| 13. Juli | Patrice Moncell Gathright | US-amerikanische Bluesmusikerin                                      | 52    |       |
| 13. Juli | Raymond Katarzynski       | französischer Posaunist und Komponist                                | 80    | [ 2 ] |
| 12. Juli | Javier Krahe              | spanischer Sänger                                                    | 71    |       |
| 9. Juli  | William J. Proctor        | US-amerikanischer Musikhistoriker                                    | 75    |       |
| 9. Juli  | Ettore Stratta            | italienisch-US-amerikanischer Komponist, Musikproduzent und Dirigent | 82    |       |
| 7. Juli  | Reinhard „Django“ Kroll   | deutscher Bassist                                                    | 60    |       |
| 6. Juli  | Masabumi Kikuchi          | japanischer Pianist                                                  | 75    |       |
| 5. Juli  | Garrison Fewell           | US-amerikanischer Gitarrist und Hochschullehrer                      | 61    |       |
| 4. Juli  | Manfred Dierkes           | deutscher Gitarrist                                                  | 49    | [ 3 ] |
| 4. Juli  | Dadet Zongbe              | kongolesischer Musiker                                               | 84    |       |
| 3. Juli  | Lenny McDaniel            | US-amerikanischer R&B-Musiker                                        | 65    |       |
| 2. Juli  | Roy C. Bennett            | US-amerikanischer Songwriter                                         | 96    |       |
| 2. Juli  | Joerg Reiter              | deutscher Pianist und Hochschullehrer                                | 56    |       |

## August
| Tag        | Name                     | Herkunft/Beruf                                                 | Alter | Beleg |
| ---------- | ------------------------ | -------------------------------------------------------------- | ----- | ----- |
| 31. August | Bruce Lawrence (Bassist) | US-amerikanischer Bassist                                      | 88    |       |
| 31. August | Bayardo Velarde          | panamaischer Perkussionist und Sänger                          | 85    |       |
| 31. August | Franz X. A. Zipperer     | deutscher Musikjournalist und Fotograf                         | 63    |       |
| 30. August | Hugo Rasmussen           | dänischer Bassist                                              | 74    |       |
| 29. August | Bob Allen                | US-amerikanischer Pianist                                      | 75    |       |
| 28. August | George Bouchard          | US-amerikanischer Saxophonist und Musikpädagoge                | 71    |       |
| 28. August | Dominick P. Consolo      | US-amerikanischer Trompeter und Hochschullehrer                | 93    |       |
| 28. August | Charles McCarty          | US-amerikanischer Trompeter                                    | 95    |       |
| 28. August | Steve Pouchie            | US-amerikanischer Vibraphonist                                 | 55    |       |
| 27. August | Raul Azpiazu             | kubanisch-amerikanischer Perkussionist, Saxophonist und Sänger | 90    |       |
| 27. August | Erik Lindström           | finnischer Musiker, Bandleader und Komponist                   | 93    |       |
| 22. August | Mariem Hassan            | westsaharische Sängerin                                        | ≈57   |       |
| 22. August | Steve Lane               | britischer Kornettist, Bandleader und Musikproduzent           | 93    | [ 4 ] |
| 21. August | Abdelhaï Bennani         | französischer Saxophonist                                      | 65    |       |
| 19. August | Doudou N’Diaye Rose      | senegalesischer Perkussionist                                  | 85    |       |
| 18. August | Russell Henderson        | trinidadischer Pianist und Steelpanspieler                     | 91    |       |
| 17. August | Stefan George            | US-amerikanischer Blues- und Jazzgitarrist                     | 62    |       |
| 16. August | Jón Páll Bjarnason       | isländischer Gitarrist                                         | 77    |       |
| 15. August | Max Greger               | deutscher Saxophonist und Bigband-Leader                       | 89    |       |
| 15. August | Emily Ann Wingert        | US-amerikanische Clubbesitzerin (Trumpets)                     | 80    |       |
| 14. August | Doris Hines              | US-amerikanische Sängerin                                      | 91    |       |
| 13. August | Harold Ousley            | US-amerikanischer Saxophonist und Flötist                      | 86    |       |
| 12. August | George Bouchart          | US-amerikanischer Saxophonist und Musikpädagoge                | 71    |       |
| 11. August | Eddie Cusic              | US-amerikanischer Bluesmusiker                                 | 89    |       |
| 10. August | Ara Arsenian             | armenisch-amerikanischer Sänger                                | 84    |       |
| 10. August | David Shelley            | US-amerikanischer Bluesgitarrist                               | 57    |       |
| 9. August  | Gary Keys                | US-amerikanischer Musikveranstalter und Dokumentarfilmer       | 81    |       |
| 5. August  | Dieter Antritter         | deutscher Saxophonist und Bandleader                           | 85    |       |
| 5. August  | Raphy Leavitt            | puerto-ricanischer Salsa-Musiker und Bandleader                | 66    |       |
| 4. August  | Ken Barnes               | britischer Autor und Schallplattenproduzent                    | 82    |       |
| 3. August  | Linard „Scotty“ Scott    | US-amerikanischer Rundfunkmoderator                            | 67    |       |
| 3. August  | Ambros Seelos            | deutscher Saxophonist, Bandleader und Arrangeur                | 80    |       |
| 2. August  | Mahmoud Ghania           | marokkanischer Musiker                                         | 64    |       |
| 2. August  | Hajo Hofmann             | deutscher Geiger                                               | 57    |       |
| 2. August  | J. Durward Morsch        | US-amerikanischer Posaunist, Arrangeur und Musikpädagoge       | 94    |       |

## September
| Tag           | Name                             | Herkunft/Beruf                                                       | Alter | Beleg |
| ------------- | -------------------------------- | -------------------------------------------------------------------- | ----- | ----- |
| 29. September | Phil Woods                       | US-amerikanischer Jazz-Saxophonist                                   | 83    |       |
| 28. September | Frankie Ford                     | US-amerikanischer R&B-Musiker                                        | 76    |       |
| 27. September | David Carter                     | US-amerikanischer Pianist                                            | 84    |       |
| 27. September | Wilton Felder                    | US-amerikanischer Saxophonist                                        | 75    |       |
| 25. September | Henry Jacobs                     | US-amerikanischer Klangkünstler                                      | 90    |       |
| 23. September | Marek Greliak                    | polnisch-britischer Clubbesitzer (Jazz Cafe Posk)                    |       |       |
| 21. September | Ben Cauley                       | US-amerikanischer R&B- und Soul-Musiker                              | 67    |       |
| 21. September | Jean-Marie Peterken              | belgischer Musikveranstalter                                         | ≈86   |       |
| 21. September | Ray Warleigh                     | australischer Saxophonist und -flötist                               | 76    |       |
| 20. September | Philip Barker                    | britischer Psychiater, Autor und Musikproduzent (Jazz Focus Records) | 85    |       |
| 20. September | Rowena Stewart                   | US-amerikanische Museumsdirektorin (American Jazz Museum)            | 83    |       |
| 20. September | Włodzimierz Szymański            | polnischer Musiker und Komponist                                     | ≈79   |       |
| 16. September | Peggy Jones                      | US-amerikanische R&B-Musikerin                                       | 75    |       |
| 14. September | Thomas Buhé                      | deutscher Gitarrist                                                  | 94    |       |
| 13. September | Ernie Felice                     | US-amerikanischer Akkordeonist                                       | 93    |       |
| 7. September  | Augusta Lee Collins              | US-amerikanischer Jazz- und Bluesmusiker                             | 69    |       |
| 7. September  | Guillermo Rubalcaba              | kubanischer Pianist                                                  | 88    |       |
| 6. September  | Clyde „Tom the Jazzman“ Mallison | US-amerikanischer Rundfunkmoderator                                  | 75    |       |
| 5. September  | Gerhard Hund                     | deutscher Posaunist und Bandleader                                   | 72    |       |
| 4. September  | Gerhard Eder                     | österreichischer Jazzmanager und -veranstalter                       | 64    |       |
| 4. September  | Rico Rodriguez                   | jamaikanischer Posaunist und Bandleader                              | 80    |       |
| 3. September  | Don Griffin                      | US-amerikanischer Gitarrist                                          | 60    |       |
| 3. September  | Rudolf Jaggi                     | Schweizer Pianist und Komponist                                      | 74    |       |
| 3. September  | Dorn Walker Younger              | US-amerikanischer Musiker, Komponist und Arrangeur                   | 75    |       |
| 1. September  | Craig Allen                      | US-amerikanischer Bluesmusiker                                       | 60    |       |
| 1. September  | Klaus Lorenzen                   | deutscher Musikproduzent und Klarinettist                            | 76    |       |

## Oktober
| Tag          | Name                 | Herkunft/Beruf                                                         | Alter | Beleg |
| ------------ | -------------------- | ---------------------------------------------------------------------- | ----- | ----- |
| 31. Oktober  | Michael Leonard      | US-amerikanischer Komponist und Arrangeur                              | 84    |       |
| 31. Oktober  | Stanley Swann        | US-amerikanischer Schlagzeuger                                         | 59    |       |
| 28. Oktober  | Diane Charlemagne    | britische Sängerin                                                     | 51    |       |
| 28. Oktober  | S. Barry Cooper      | britischer Mathematiker, Hochschullehrer und Musikveranstalter         | 72    |       |
| 28. Oktober  | Jack Manno           | US-amerikanischer Sänger, Arrangeur, Komponist und Musikpädagoge       | 76    |       |
| 27. Oktober  | Donna Davis          | US-amerikanische Pianistin                                             | 57    |       |
| 27. Oktober  | Herbie Goins         | US-amerikanischer Soul- und Bluessänger                                | 76    |       |
| 25. Oktober  | Havana Carbo         | kubanisch-amerikanische Sängerin, Pianistin und Komponistin            | 80    |       |
| 25. Oktober  | Lee Shaw             | US-amerikanische Pianistin                                             | 89    |       |
| 24. Oktober  | Nat Peck             | US-amerikanischer Posaunist                                            | 90    |       |
| 23. Oktober  | John Coppola         | US-amerikanischer Trompeter                                            | 86    |       |
| 22. Oktober  | Bob Murphy           | kanadischer Pianist                                                    |       |       |
| 22. Oktober  | Mark Murphy          | US-amerikanischer Sänger                                               | 83    |       |
| 20. Oktober  | Don Rendell          | britischer Holzbläser und Arrangeur                                    | 89    |       |
| 19. Oktober  | Ernie Santosuosso    | US-amerikanischer Musikkritiker                                        | 93    |       |
| 17. November | Jean-Marie Masse     | französischer Musikveranstalter                                        | ?     |       |
| 14. Oktober  | Luís Carlos Miele    | brasilianischer Musikproduzent, Autor und Regisseur                    | 77    |       |
| 13. Oktober  | „Papa Joe“ Buschmann | deutscher Pianist und Jazzlokalbetreiber                               | 90    |       |
| 11. Oktober  | John Berg            | US-amerikanischer Artdirector                                          | 83    |       |
| 11. Oktober  | Smokin' Joe Kubek    | US-amerikanischer Bluesmusiker                                         | 58    |       |
| 11. Oktober  | Bernard Souroque     | französischer Musikveranstalter (Festival de Jazz des Cinq Continents) | 67    |       |
| 9. Oktober   | Manfred Burzlaff     | deutscher Pianist und Vibraphonist                                     | 83    | [ 5 ] |
| 9. Oktober   | Larry Rosen          | US-amerikanischer Produzent und Medien-Unternehmer.                    | 75    |       |
| 6. Oktober   | Smokey Johnson       | US-amerikanischer Schlagzeuger und Songwriter                          | 78    |       |
| 6. Oktober   | Joe Torregano        | US-amerikanischer Klarinettist                                         | 63    |       |
| 3. Oktober   | Al Abrams            | US-amerikanischer Pressesprecher und Publizist (Motown Records)        | 74    |       |
| 3. Oktober   | Dave Pike            | US-amerikanischer Vibraphonist                                         | 77    |       |
| 2. Oktober   | Willie Akins         | US-amerikanischer Saxophonist                                          | 76    |       |
| 2. Oktober   | Coleridge Goode      | britischer Bassist                                                     | 100   |       |
| 2. Oktober   | Milt Kleeb           | US-amerikanischer Musiker, Arrangeur und Komponist                     | 96    |       |
| 1. Oktober   | Mary McGowan         | schottische Sängerin                                                   | 85    |       |
| 1. Oktober   | Norbert Vollath      | deutscher Saxophonist                                                  | 59    |       |

## November
| Tag          | Name                            | Herkunft/Beruf                                                           | Alter | Beleg |
| ------------ | ------------------------------- | ------------------------------------------------------------------------ | ----- | ----- |
| 29. November | Jenny Brown                     | britische Sängerin                                                       | 88    |       |
| 29. November | Buddy Moreno                    | US-amerikanischer Sänger, Gitarrist, Bigband-Leader und Hörfunkmoderator | 103   |       |
| 28. November | Charlie B. Puzzo                | US-amerikanischer Nachtclubbesitzer                                      | 93    |       |
| 25. November | Jean Corti                      | italienischer Akkordeonist und Komponist                                 | 86    |       |
| 25. November | Russ Montagna                   | US-amerikanischer Trompeter                                              | 95    |       |
| 25. November | Marc Thomas                     | französischer Sänger und Saxophonist                                     | 55    |       |
| 23. November | Bengt-Arne Wallin               | schwedischer Trompeter, Komponist und Arrangeur                          | 89    |       |
| 22. November | André Waignein                  | belgischer Komponist und Dirigent                                        | 73    |       |
| 22. November | Don Welsch                      | US-amerikanischer Trompeter                                              | 92    |       |
| 21. November | Albert D'Annibale               | US-amerikanischer Schauspieler und Autor (Jazz on a Summer's Day)        | 91    |       |
| 20. November | Madhav Chari                    | indischer Pianist                                                        | 48    |       |
| 20. November | Don Wolff                       | US-amerikanischer Staatsanwalt und Rundfunkmoderator                     | 80    |       |
| 19. November | Joe Cavallaro                   | US-amerikanischer Pianist                                                | 75    |       |
| 18. November | Judith Hendricks                | US-amerikanische Sängerin und Managerin                                  | 78    |       |
| 18. November | Mack McCormick                  | US-amerikanischer Blues-Historiker                                       | 85    |       |
| 17. November | Al Aarons                       | US-amerikanischer Trompeter                                              | 83    |       |
| 14. November | Belugo Carámbula                | uruguayischer Schauspieler und Musiker                                   | 70    |       |
| 11. November | Johnny L. „The Hurricane“ Jones | US-amerikanischer Prediger und Gospelmusiker                             | ≈79   |       |
| 9. November  | John Endicott Hart              | US-amerikanischer Bassist und Pianist                                    | 83    |       |
| 9. November  | Chuck Lord                      | US-amerikanischer Trompeter                                              | 91    |       |
| 9. November  | Allen Toussaint                 | US-amerikanischer Pianist und Produzent                                  | 77    |       |
| 6. November? | Kjell Öhman                     | schwedischer Pianist, Komponist und Kapellmeister                        | 72    |       |
| 6. November  | Michael Trierweiler             | deutscher Posaunist                                                      | 64    |       |
| 5. November  | Ron DuPont                      | US-amerikanischer Pianist                                                | 78    |       |
| 4. November  | Diane Charlemagne               | belgische Sängerin                                                       | 51    |       |
| 4. November  | Ranny Reeve                     | US-amerikanischer Pianist                                                |       |       |
| 3. November  | Jean-Bernard Eisinger           | französischer Pianist und Komponist                                      | 77    |       |
| 3. November  | Lothar Meid                     | deutscher Bassist, Komponist und Produzent                               | 73    |       |
| 2. November  | Gene Norman                     | US-amerikanischer Konzertagent, Produzent und Impresario                 | 93    |       |
| 1. November  | Raul Rekow                      | US-amerikanischer Perkussionist                                          | 61    |       |

## Dezember
| Tag           | Name                    | Herkunft/Beruf                                           | Alter | Beleg                       |
| ------------- | ----------------------- | -------------------------------------------------------- | ----- | --------------------------- |
| 31. Dezember  | Natalie Cole            | US-amerikanische Sängerin und Schauspielerin             | 65    | (fox8.com)                  |
| 31. Dezember  | Dal Richards            | kanadischer Holzbläser und Bandleader                    | 97    | (vancouversun.com)          |
| 30. Dezember  | Percy Hughes            | US-amerikanischer Saxophonist                            | 93    | (startribune.com)           |
| 30. Dezember  | Donald Washington       | US-amerikanischer Saxophonist                            | 64    | (philly.com)                |
| 28. Dezember  | Joe Houston             | US-amerikanischer R&B-Saxophonist                        | 89    | (presstelegram.com)         |
| 27. Dezember  | Steve LaVere            | US-amerikanischer Blues- und Jazzforscher                | 72    | [ 6 ]                       |
| 26. Dezember  | Don Carter              | US-amerikanischer Schlagzeuger                           | 72    | (nj.com)                    |
| 25. Dezember  | Ove Johansson           | schwedischer Saxophonist                                 | 79    |                             |
| 25. Dezember  | Roland Schneider        | deutscher Pianist und Arrangeur                          | 78    | (fr.de)                     |
| 23. Dezember  | Sam Dockery             | US-amerikanischer Pianist                                | 86    | (philly.com)                |
| 22. Dezember  | John Duffy              | US-amerikanischer Komponist                              | 89    | (nytimes.com)               |
| 22. Dezember  | Bob Shaw                | US-amerikanischer Gitarrist, Arrangeur und Musikpädagoge | 77    | (obits.masslive.com)        |
| 20. Dezember  | Zuma Renaud             | US-amerikanische Pianistin und Filmproduzentin           | 93    | (legacy.com)                |
| 19. Dezember  | Daniel Smith            | US-amerikanischer Fagottist                              | 77    | (jazztimes.com)             |
| 17. Dezember? | Tom Giacabetti          | US-amerikanischer Gitarrist und Musikpädagoge            | ?     | [ 7 ]                       |
| 16. Dezember  | Tony Bazley             | US-amerikanischer Schlagzeuger                           | 81    | (louisianaweekly.com)       |
| 16. Dezember  | Don Doane               | US-amerikanischer Posaunist                              | 84    | (keepmecurrent.com)         |
| 15. Dezember  | Sándor Benkó            | ungarischer Klarinettist und Bandleader                  | 75    | (origo.hu)                  |
| 14. Dezember  | Jerry Nowak             | US-amerikanischer Arrangeur                              | 79    | (obits.nj.com)              |
| 11. Dezember  | Rick Davies             | US-amerikanischer Posaunist                              | ?     | (burlingtonfreepress.com)   |
| 10. Dezember  | Judy Day                | US-amerikanische Sängerin                                | 71    | (lcsun-news.com)            |
| 9. Dezember   | Harry Hunt              | US-amerikanischer Trompeter                              | 69    | (legacy.com)                |
| 9. Dezember   | Howard „Dr. Jazz“ Jones | US-amerikanischer Posaunist                              | 79    | (clarionledger.com)         |
| 9. Dezember   | Rusty Jones             | US-amerikanischer Schlagzeuger                           | 73    | (deadfamous.info)           |
| 9. Dezember   | Sepp Mitterbauer        | österreichischer Trompeter                               | 69    | (diepresse.com)             |
| 5. Dezember   | Norman Kubrin           | US-amerikanischer Pianist                                | 73    | (palmbeachdailynews.com)    |
| 4. Dezember   | Murray Wald             | US-amerikanischer Tenorsaxophonist und Musikveranstalter | 93    | (legacy.com)                |
| 4. Dezember   | Jerome Ziering          | US-amerikanischer Trompeter und Musikpädagoge            | 91    | (obits.dignitymemorial.com) |
| 3. Dezember   | Raf Robertson           | trinidadischer Pianist und Keyboarder                    | 64    | (theobamacrat.com)          |
| 2. Dezember   | Jean Batigne            | französischer Schlagwerker und Komponist                 | 82    | (resmusica.com)             |
| 2. Dezember   | John Eaton              | US-amerikanischer Komponist und Pianist                  | 80    | (synthtopia.com)            |
| 2. Dezember   | Dick Gail               | US-amerikanischer Schlagzeuger                           | 77    | (legacy.com)                |
| 2. Dezember   | Mladen Gutesha          | serbischer Orchesterleiter, Komponist und Arrangeur      | 91    | (discogs.com)               |
| 1. Dezember   | Sabri Khan              | indischer Sarangispieler                                 | 88    |                             |

## Datum unbekannt
|                                    | Name                   | Beruf / bekannt durch                                        | Alter | Beleg                                                                |
| ---------------------------------- | ---------------------- | ------------------------------------------------------------ | ----- | -------------------------------------------------------------------- |
| 2015                               | Abdelhaï Bennani       | französischer Saxophonist                                    | ?     |                                                                      |
| Tod bekanntgegeben im Dezember     | John Duffy             | US-amerikanischer Musiker und Komponist                      | 89    |                                                                      |
| Tod bekanntgegeben am 15. Dezember | Frank de Lucas         | französischer Gitarrist                                      | 75    |                                                                      |
| Tod bekanntgegeben am 7. Dezember  | Johan Van Eycken       | belgischer Fotograf                                          |       |                                                                      |
| Tod bekanntgegeben am 2. Dezember  | Arnold Burri           | Schweizer Jazzpromoter                                       | 75    | [ 3 ]                                                                |
| Tod bekanntgegeben am 15. November | Brent Moore Majors     | US-amerikanischer Musiker und Hochschullehrer                |       |                                                                      |
| Tod bekanntgegeben am 14. Oktober  | Ray Appleton           | US-amerikanischer Schlagzeuger                               | 74    |                                                                      |
| Tod bekanntgegeben am 11. Oktober  | Moussa Afia Ngum       | senegalesischer Musiker und Komponist                        |       |                                                                      |
| Tod bekanntgegeben am 9. Oktober   | Owen Bryce             | britischer Trompeter                                         | 92    |                                                                      |
| Tod bekanntgegeben am 9. Oktober   | Bill Jupp              | kanadischer Musiker, Bigband-Leader, Arrangeur und Komponist | 93    |                                                                      |
| Tod bekanntgegeben am 4. September | Bruno Engler           | deutscher Gitarrist                                          | 74    |                                                                      |
| Tod bekanntgegeben am 18. August   | Al Block               | US-amerikanischer Saxophonist und Flötist                    | ?     | [ 3 ]                                                                |
| Tod bekanntgegeben am 15. August   | Harry Hach             | deutscher Bandleader und Schlagzeuger                        | 79    | allgemeine-zeitung.de (Memento vom 4. März 2016 im Internet Archive) |
| Tod bekanntgegeben am 8. Juli      | Christian Wurm         | deutscher Fotograf                                           | 63    | [ 3 ]                                                                |
| Tod bekanntgegeben am 3. Juli      | Vanja Lisak            | jugoslawisch-kroatischer Pianist, Komponist und Produzent    | 73    |                                                                      |
| Juli 2015                          | Arthur Wright          | US-amerikanischer Gitarrist                                  | 78    |                                                                      |
| Tod bekanntgegeben am 8. Juni      | Archie Alleyne         | kanadischer Schlagzeuger                                     | 82    |                                                                      |
| Tod bekanntgegeben am 14. April    | Benjamin Louis Smalley | US-amerikanischer Trompeter                                  | ?     |                                                                      |
| Tod bekanntgegeben am 12. April    | Chris Hawkins          | britischer Blues- und Bluegrass-Musiker                      | 63    |                                                                      |
| Tod bekanntgegeben am 4. April     | Lloyd Buchanan         | US-amerikanischer Bassist                                    | ?     |                                                                      |
| Tod bekanntgegeben am 4. April     | George Stell           | US-amerikanischer Posaunist                                  | ?     |                                                                      |
| Tod bekanntgegeben am 18. März     | Ellenie Ash-Godwin     | US-amerikanische Sängerin                                    | ≈66   | [ 8 ]                                                                |
| Tod bekanntgegeben am 18. März     | Jack Six               | US-amerikanischer Bassist                                    | 84    | [ 3 ]                                                                |
| Tod bekanntgegeben am 10. März     | Lothar Lewien          | deutscher Musikkritiker                                      | 71    | [ 3 ]                                                                |
| Tod bekanntgegeben am 7. März      | Harold Baxter Mead     | US-amerikanischer Musiker                                    | 99    |                                                                      |
| Februar                            | Ron Rully              | kanadischer Schlagzeuger                                     | 80    |                                                                      |
| Tod bekanntgegeben am 11. Februar  | Don Innes              | britischer Pianist                                           | ≈87   |                                                                      |
| Tod bekanntgegeben am 4. Februar   | Kamal Scott            | US-amerikanischer Sänger                                     | 74    | [ 3 ]                                                                |
| Februar                            | Ron Rully              | kanadischer Schlagzeuger                                     | ≈79   |                                                                      |
| Tod bekanntgegeben am 28. Januar   | Boštjan Cvek           | serbischer Musikveranstalter (Jazz Cerkno)                   | ?     |                                                                      |
| Tod bekanntgegeben am 28. Januar   | Horst P. Bergmeier     | deutscher Jazzforscher                                       | 78    | [ 3 ]                                                                |
| Tod bekanntgegeben am 14. Januar   | Roy Ferguson           | US-amerikanischer Western-Swing-Musiker                      | 78    | [ 9 ]                                                                |
| Tod bekanntgegeben am 14. Januar   | Andrey Tovmasyan       | armenisch-russischer Trompeter                               | 72    | [ 3 ]                                                                |
| Tod bekanntgegeben am 14. Januar   | Niels Foss             | dänischer Orchesterleiter und Bassist                        | 98    | [ 3 ]                                                                |
| Tod bekanntgegeben am 14. Januar   | Alicia Cunningham      | US-amerikanische Sängerin                                    | 68    | [ 3 ]                                                                |
| Tot aufgefunden am 1. Januar       | Mickie Roquemore       | US-amerikanischer Keyboarder                                 | 58    |                                                                      |